# Monta a pelo
È detta monta a pelo la monta del cavallo senza la sella. Nella monta a pelo, il cavaliere non gode dell'appoggio fornito da sella e staffe, ma deve controllare il cavallo solo attraverso il suo peso e il suo equilibrio. Il termine "a pelo" deriva dal contatto diretto che si ha con il dorso dell'animale. 
Normalmente, nella monta a pelo, viene mantenuto il filetto per garantire il controllo dell'animale poiché il cavaliere deve praticare uno sforzo muscolare più intenso rispetto alla monta tradizionale.Tuttavia nell'equitazione moderna vi sono cavalieri che montano a pelo anche senza filetto seguendo le tecniche della doma gentile dei cosiddetti "natural horseman".
Una tipica applicazione della monta a pelo è costituita dai palii in cui, nella stragrande maggioranza dei casi, l'uso di sella e staffe non è consentito.